# Azoxystrobin
Azoxystrobin (ISO-naam) is een veelgebruikt fungicide in de land- en tuinbouw. Het behoort tot de groep van strobilurines; dit zijn stoffen die verwant zijn aan natuurlijke afweerstoffen, die geïsoleerd zijn uit de bittere dennekegelzwam (Strobilurus tenacellus) en soortgelijke zwammen.
Azoxystrobin werd geoctrooieerd in 1990 door het Britse bedrijf Imperial Chemical Industries (ICI). Het was het eerste strobilurine dat in de Verenigde Staten geregistreerd werd. Het groeide uit tot het best verkochte fungicide, dankzij zijn breed werkingsspectrum en relatief gunstige toxicologische en ecologische eigenschappen. De landbouwafdeling van ICI is inmiddels opgegaan in Syngenta Crop Protection, dat azoxystrobin onder andere verkoopt onder de merknamen Amistar, Ortiva, Abound, Quadris en Heritage.

## Werking
Strobilurines verstoren de ademhaling en de energiehuishouding van de schimmelcellen, omdat ze het transport van elektronen in de mitochondria in de cellen blokkeren.

## Toepassingen
Azoxystrobin is werkzaam tegen een breed spectrum van schimmels en kan onder andere gebruikt worden in de teelt van granen, de meeste groenten, fruit, tomaten, aardappelen en sierplanten.
Resistentievorming bij het gebruik van strobilurines is aangetoond, daarom is het nodig om de toepassing te beperken en ze in een geïntegreerd bestrijdingsprogramma op te nemen met andere bestrijdingsmiddelen die een verschillende manier van werking hebben en met niet-chemische bestrijdingstechnieken.

## Regelgeving
Azoxystrobin is opgenomen in de lijst van toegelaten gewasbeschermingsmiddelen van de Europese Unie. Ze mag in de meeste landen van de E.U. gebruikt worden, waaronder België en Nederland. In België zijn Amistar en Ortiva erkend, evenals een aantal andere producten die naast azoxystrobin nog een andere actieve stof bevatten.

## Toxicologie en veiligheid
Azoxystrobin is relatief ongevaarlijk voor de mens en voor landdieren, inclusief vogels en insecten; het is wel toxisch voor waterorganismen, in het bijzonder ongewervelde zeedieren. Het is stabiel in water, breekt niet af door hydrolyse en slechts langzaam door fotolyse.